# 聖何塞區 (帕卡斯馬約省)
聖何塞區（西班牙語：Distrito de San José），是秘魯的一個區，位於該國西北部拉利伯塔德大區的帕卡斯馬約省，始建於1857年1月2日，面積181.06平方公里，海拔高度104米，2005年人口11,504，人口密度每平方公里64人。
7°25′00″S 79°30′00″W / 7.4167°S 79.5000°W